# World Series Baseball (sorozat)
A World Series Baseball Major League Baseball-videójátéksorozat, melyet a BlueSky Software (1994–1997), a Wow Entertainment (2000–2001), a Visual Concepts (2002) és a Blue Shift Inc. (2003) fejlesztett és a Sega jelentett meg.
A World Series Baseball a Cinematronics World Series: The Season című sorozatának szellemi utódja, mindkét sorozat tervezőcsapata Chuck Osieja és Dana Christianson köré összpontosult. A World Series Baseball utódja a 2K Sports MLB 2K sorozata.

## Játékok
| Cím                                                                                               | Részletek |
| ------------------------------------------------------------------------------------------------- | --- |
| World Series Baseball Első megjelenés: - JP 1995. november 17. - US 1993. - EU 1995. október 30.  | Megjelenés platformok szerint: 1993—Game Gear 1994—Sega Genesis 1995—Sega Saturn |
| World Series Baseball Első megjelenés: - JP 1995. november 17. - US 1993. - EU 1995. október 30.  | Megjegyzések: - a BlueSky Software fejlesztette és a Sega jelentette meg - a Saturn-kiadás Japánban is megjelent, Nomo Hideo World Series Baseball címmel - a játék kommentátora Jerry Coleman - az első videójáték, melyben a Major League Baseball és a Major League Baseball Players Association licence is szerepel - a játéknak egy Sega CD-átirata is fejlesztés alatt volt, azonban az végül nem jelent meg |
| World Series Baseball ’95 Első megjelenés: - JP 1995. december 1. - US 1994.                      | Megjelenés platformok szerint: 1994—Game Gear 1995—Sega Genesis, Sega 32X |
| World Series Baseball ’95 Első megjelenés: - JP 1995. december 1. - US 1994.                      | Megjegyzések: - a BlueSky Software fejlesztette és a Sega jelentette meg - a játékból eltávolították a hangkommentárt, az csak a 2K1-ben tért vissza a sorozatba - a Sega 32X-átirat World Series Baseball Starring Deion Sanders címen jelent meg - a Game Gear-verzió Japánban is megjelent, Nomo Hideo no World Series Baseball címmel - a játék észak-amerikai Game Gear- és Genesis-borítóján Bill Swift San Francisco Giants-kezdődobó, a 32X-verzión Deion Sanders San Francisco Giants-középkülső, míg a japán kiadásokon Nomo Hideo Los Angeles Dodgers-kezdődobó szerepel |
| World Series Baseball II Első megjelenés: - JP 1996. október 25. - US 1996. július 31. - EU 1996. | Megjelenés platformok szerint: 1996—Sega Saturn |
| World Series Baseball II Első megjelenés: - JP 1996. október 25. - US 1996. július 31. - EU 1996. | Megjegyzések: - a BlueSky Software fejlesztette és a Sega jelentette meg - a játék borítóján Fred McGriff Atlanta Braves-egyesvédő szerepel |
| World Series Baseball ’96 Első megjelenés: - JP 1996. szeptember 20. - US 1996. augusztus         | Megjelenés platformok szerint: 1996—Sega Genesis, Windows 95 |
| World Series Baseball ’96 Első megjelenés: - JP 1996. szeptember 20. - US 1996. augusztus         | Megjegyzések: - a BlueSky Software fejlesztette és a Sega jelentette meg - a játékot a Sega PC Windows 95-re is átírta, ez a változat kizárólag Japánban és Dél-Koreában jelent meg - a játék Genesis-verziójának borítóján Manny Ramírez Cleveland Indians-jobbkülső szerepel |
| World Series Baseball ’98 Első megjelenés: - US 1997. július 16.                                  | Megjelenés platformok szerint: 1997—Sega Genesis, Sega Saturn |
| World Series Baseball ’98 Első megjelenés: - US 1997. július 16.                                  | Megjegyzések: - a BlueSky Software fejlesztette és a Sega jelentette meg - a játék borítóján Chipper Jones Atlanta Braves-hármasvédő szerepel |
| World Series 99 Első megjelenés: - JP 1999. - US 1999.                                            | Megjelenés platformok szerint: 1999—Sega NAOMI |
| World Series 99 Első megjelenés: - JP 1999. - US 1999.                                            | Megjegyzések: - a Sega AM1 fejlesztette és a Sega jelentette meg - ez a sorozat első tagja, mely megjelent egy játéktermi rendszerre és az első, mely nem jelent meg semmilyen konzolra sem - Japánban Super Major League 99 címmel jelent meg |
| World Series Baseball 2K1 Első megjelenés: - JP 2001. március 22. - US 2000. július 17.           | Megjelenés platformok szerint: 2000—Dreamcast |
| World Series Baseball 2K1 Első megjelenés: - JP 2001. március 22. - US 2000. július 17.           | Megjegyzések: - a Wow Entertainment fejlesztette és a Sega jelentette meg - a játék a sorozat első játéka 1995. óta, amelyben szerepel hangkommentár - a játék borítóján Pedro Martínez Boston Red Sox-kezdődobó szerepel |
| World Series Baseball 2K2 Első megjelenés: - JP 2002. április 18. - US 2001. augusztus 15.        | Megjelenés platformok szerint: 2001—Dreamcast 2002—Xbox |
| World Series Baseball 2K2 Első megjelenés: - JP 2002. április 18. - US 2001. augusztus 15.        | Megjegyzések: - a Visual Concepts fejlesztette és a Sega jelentette meg - az Xbox-verzió World Series Baseball címmel jelent meg - a játék kommentátora Ted Robinson, szakkommentátora Mike Krukow - a játék Dreamcast-verziójának borítóján Pedro Martínez Boston Red Sox-kezdődobó, míg az Xbox-verzió borítóján Jason Giambi New York Yankees-egyesvédő szerepel |
| World Series Baseball Első megjelenés: - JP 2001. - US 2001.                                      | Megjelenés platformok szerint: 2001—Sega NAOMI |
| World Series Baseball Első megjelenés: - JP 2001. - US 2001.                                      | Megjegyzések: - a Wow Entertainment fejlesztette és a Sega jelentette meg - Japánban Super Major League címmel jelent meg |
| World Series Baseball 2K3 Első megjelenés: - US 2003. március 10.                                 | Megjelenés platformok szerint: 2003—PlayStation 2, Xbox |
| World Series Baseball 2K3 Első megjelenés: - US 2003. március 10.                                 | Megjegyzések: - a Blue Shift Inc. fejlesztette és a Sega jelentette meg - a játék kommentátora Ted Robinson, szakkommentátora Rex Hudler - a játéknak egy Nintendo GameCube-átirata is fejlesztés alatt volt, azonban az végül nem jelent meg - a játék borítóján Jason Giambi New York Yankees-egyesvédő szerepel |